# The Postman's White Nights
The Postman's White Nights (russisk: Белые ночи почтальона Алексея Тряпицына) er en russisk spillefilm fra 2014 af Andrej Kontjalovskij.

## Medvirkende
- Aleksej Trjapitsyn
- Timur Bondarenko som Timur
- Irina Jermolova som Irina